# من (آلبوم چند آهنگه ته‌یان)
من اولین آلبوم چندآهنگه از ته‌یان خوانندهٔ اهل کره جنوبی است که در تاریخ ۱۵ مهر سال ۱۳۹۴ توسط اس.ام. انترتینمنت منتشر شد. این آلبوم چندآهنگه در استدیو اس.ام. ضبط و توسط لی سومان تهیه شده‌است.